# Bycombia verdugoensis
Bycombia verdugoensis är en fjärilsart som beskrevs av Hill 1927. Bycombia verdugoensis ingår i släktet Bycombia och familjen sikelvingar. Inga underarter finns listade i Catalogue of Life.